# Аферьево (Вологодская область)
Аферьево — деревня в Сокольском районе Вологодской области.
Входит в состав Двиницкого сельского поселения, с точки зрения административно-территориального деления — в Двиницкий сельсовет.
Расстояние по автодороге до районного центра Сокола — 43 км, до центра муниципального образования Чекшина — 5 км. Ближайшие населённые пункты — Козлово, Шадрино, Окуловское.
По данным переписи в 2002 году постоянного населения не было.